# Luís Miquissone
Luís José Miquissone (ur. 25 lipca 1995 w Tete) – mozambicki piłkarz grający na pozycji ofensywnego pomocnika. Od 2023 jest zawodnikiem klubu Simba SC.

## Kariera klubowa
Swoją karierę piłkarską Miquissone rozpoczął w klubie UD Songo. W 2014 roku zadebiutował w jego barwach w pierwszej lidze mozambickiej. W sezonie 2016 wywalczył z nim wicemistrzostwo i Puchar Mozambiku, a w sezonie 2017 został mistrzem tego kraju. W 2017 roku wyjechał do Południowej Afryki. W sezonie 2017/2018 był graczem Chippa United FC, a w sezonie 2018/2019 - Royal Eagles FC. W 2019 ponownie grał w UD Songo. Został z nim wówczas wicemistrzem i zdobywcą krajowego pucharu.
W 2019 roku Miquissone został piłkarzem tanzańskiego klubu Simba SC. W sezonach 2019/2020 i 2020/2021 sięgnął z nim po dwa dublety - mistrzostwo i puchar kraju. W sezonie 2021/2022 grał w egipskim Al-Ahly Kair, z którym zdobył dwa Puchary Egiptu. W sezonie 2022/2023 był zawodnikiem saudyjskiego Abha Club. W 2023 wrócił do Simba SC.

## Kariera reprezentacyjna
W reprezentacji Mozambiku Miquissone zadebiutował 29 marca 2015 w wygranym 2:1 towarzyskim meczu z Botswaną, rozegranym w Lobatse. W debiucie strzelił gola.